# Climacoidea nelsonensis
Climacoidea nelsonensis är en kräftdjursart som först beskrevs av Grossman 1967.  Climacoidea nelsonensis ingår i släktet Climacoidea och familjen Trachyleberididae. Inga underarter finns listade i Catalogue of Life.